# Colosse de Québec

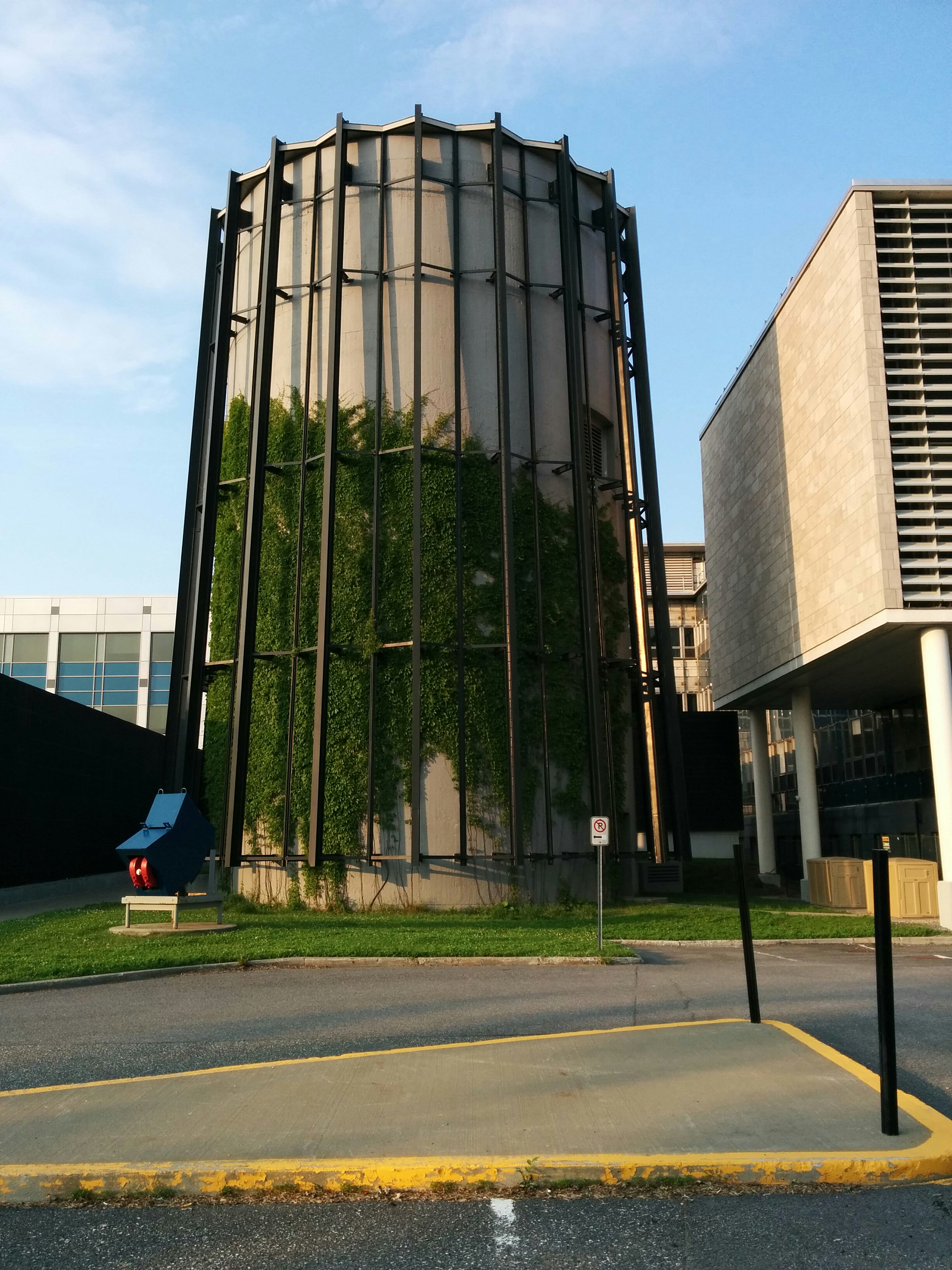
Le silo de béton dans lequel se trouve le centre de traitement de données.

Le Colosse de Québec est un centre de traitement de données aménagé dans le silo de béton d'un ancien générateur de Van de Graaff situé sur le campus de l'Université Laval à Québec. Ce centre, qui faisait partie d'un consortium de recherche nommé CLUMEQ, est aujourd'hui une des constituantes de Calcul Québec, elle-même une des quatre divisions régionales de Calcul Canada, la plateforme nationale canadienne de calcul informatique de pointe en recherche.
Conçu à partir de janvier 2007 et inauguré en juin 2009, le Colosse constitue le premier centre de données vertical au monde. Il dispose de trois niveaux superposés verticalement, pouvant accueillir jusqu'à 56 cabinets de serveurs (baie de stockage ou casier). Sur chaque niveau, les cabinets sont alignés le long d'un cercle, formant ainsi une cloison séparant une allée chaude unique au centre, et une allée froide également unique en périphérie. Construits de caillebotis, les planchers du Colosse assurent une libre circulation de l'air entre les étages, formant ainsi deux plénums verticaux: un plénum cylindrique d'air chaud et un plénum annulaire d'air froid.
Pour refroidir les cabinets de serveurs, le Colosse possède deux systèmes complémentaires. Le premier situé en sous-sol est relié à la boucle d'eau glacée du campus de l'Université Laval. Il permet de faire circuler l'air du plénum chaud vers le plénum froid en le faisant passer à travers des serpentins où circule de l'eau glacée. La chaleur contenue dans l'air est alors transférée dans l'eau et retournée à la centrale d'énergie du campus. Le second système est situé au-dessus du troisième étage. Il permet d'injecter dans le plénum froid de l'air frais extérieur, tout en évacuant du plénum chaud un volume d'air équivalent. Il s'agit simplement d'un système d'apport d'air frais comme on en retrouve dans n'importe quel bâtiment, mais surdimensionné pour pouvoir profiter des conditions climatiques favorables dans la ville de Québec.
Ces deux systèmes sont complémentaires, car utilisés durant des périodes différentes de l'année. Le premier système sert durant les périodes chaudes de l'été, lorsque les conditions climatiques extérieures sont défavorables (température ou humidité). Mais il sert aussi durant l'hiver lorsque le campus a un grand besoin de chauffage. En effet, la centrale d'énergie du campus gère aussi une boucle d'eau chaude qui sert à chauffer l'ensemble des bâtiments. Or, durant l'hiver, le coût de production pour l'eau glacée est très faible comparativement à celui de l'eau chaude, puisque la centrale utilise déjà le froid extérieur pour refroidir son eau. La chaleur produite par les équipements informatiques est donc transférée du retour d'eau de la boucle d'eau glacée vers la boucle d'eau chaude grâce à des échangeurs de chaleur. Le second système est quant à lui surtout utilisé durant l'automne et le printemps, lorsque le campus n'a pas de grands besoins en chauffage, ou à chaque fois que la boucle d'eau glacée est interrompue.
Ce design écoénergétique et innovateur, capable de réutiliser la chaleur qui autrement serait gaspillée, a valu au Colosse de Québec de remporter en 2010 un prix InfoWorld Green 15 Award 2010 qui chaque année récompense 15 réalisations innovantes et durables à travers le monde, dans le secteur des technologies de l'information.
Le Colosse de Québec est également le nom d'un des superordinateurs hébergé par le centre de données de même nom qui a été déployé par la firme Sun Microsystems.

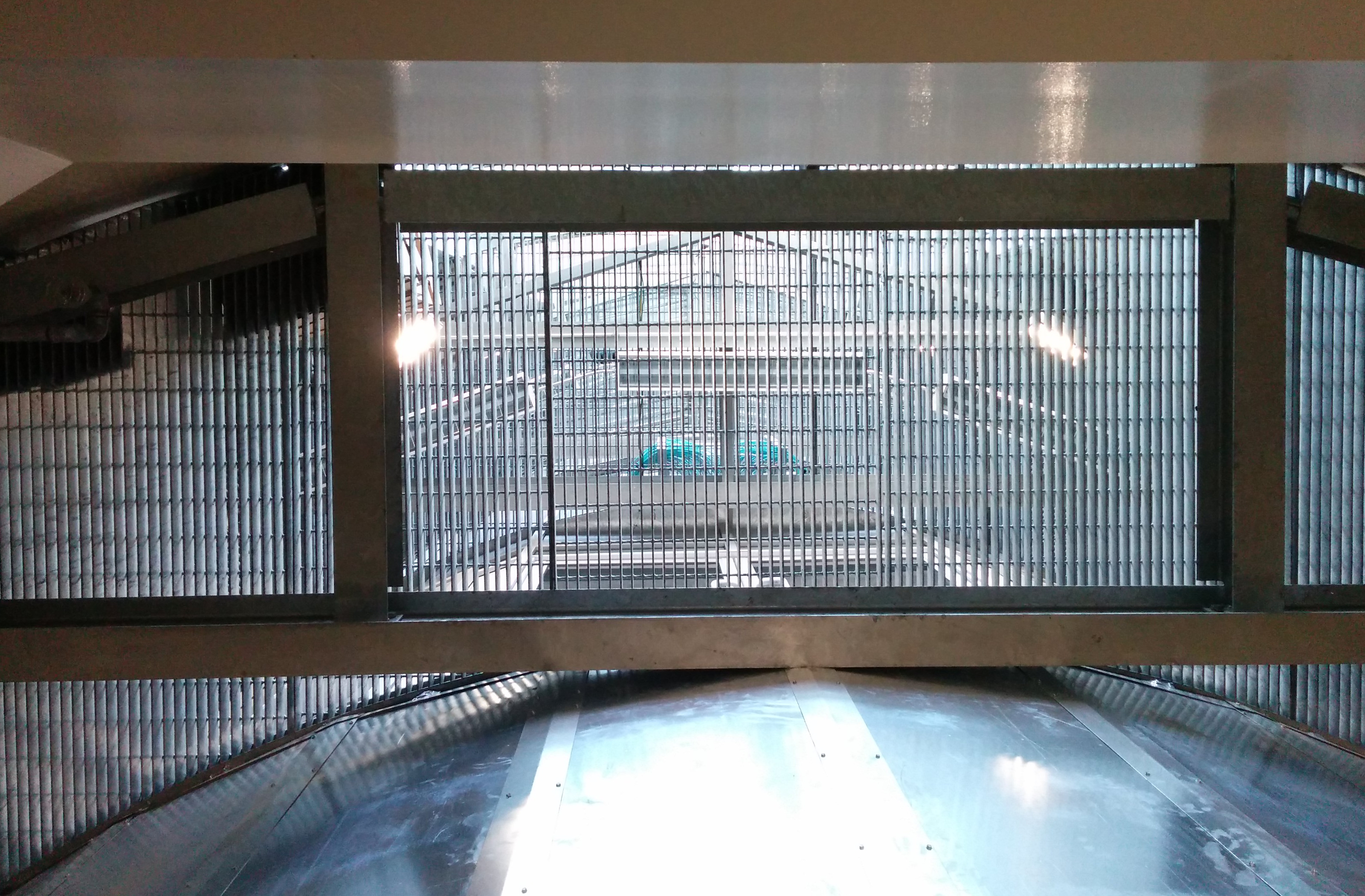
Vue vers le haut montrant les planchers de caillebotis dans le plénum annulaire. Au bas de la photo, la paroi du plénum cylindrique.
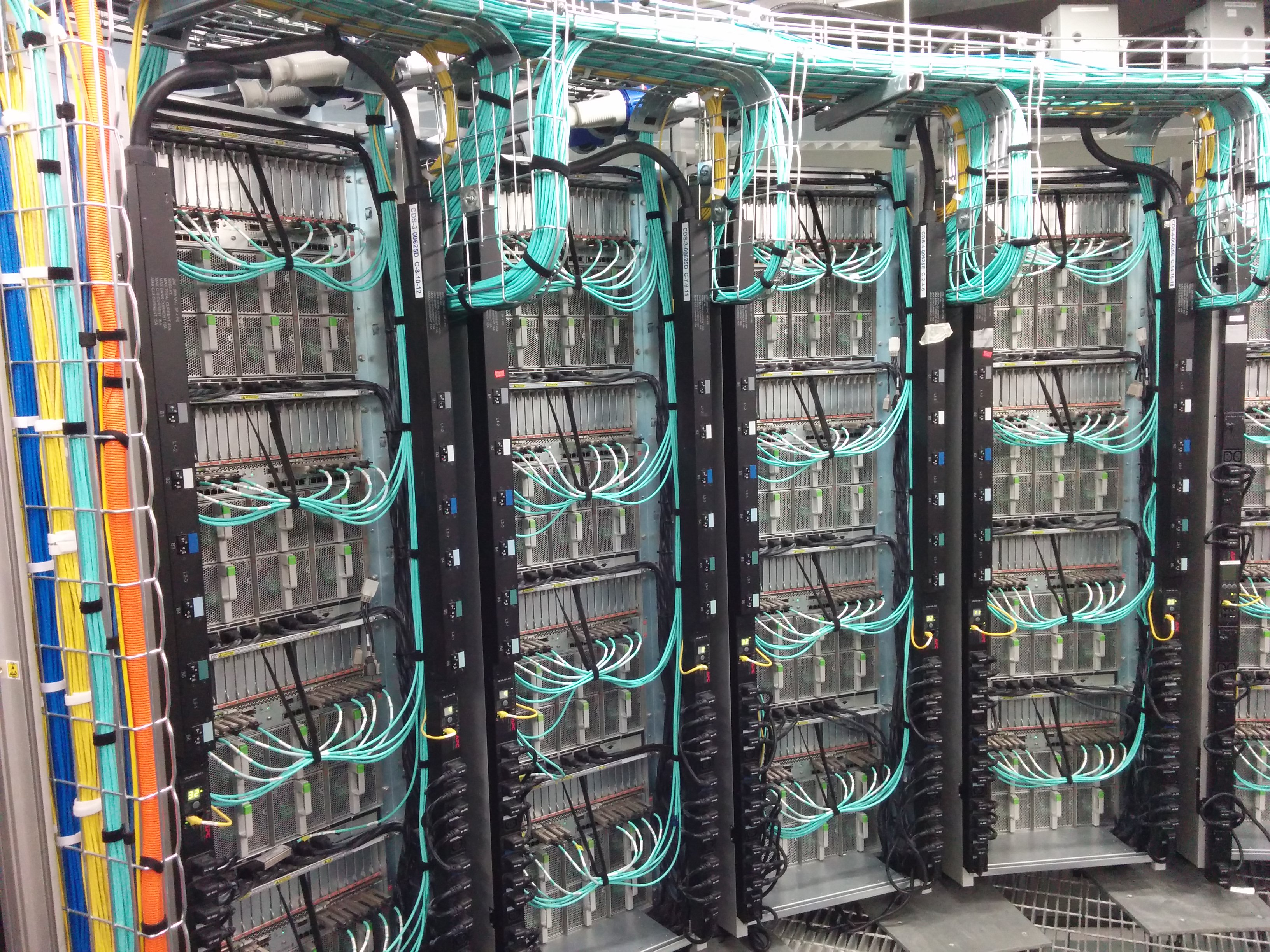
Quelques cabinets de serveurs vus du plénum cylindrique.
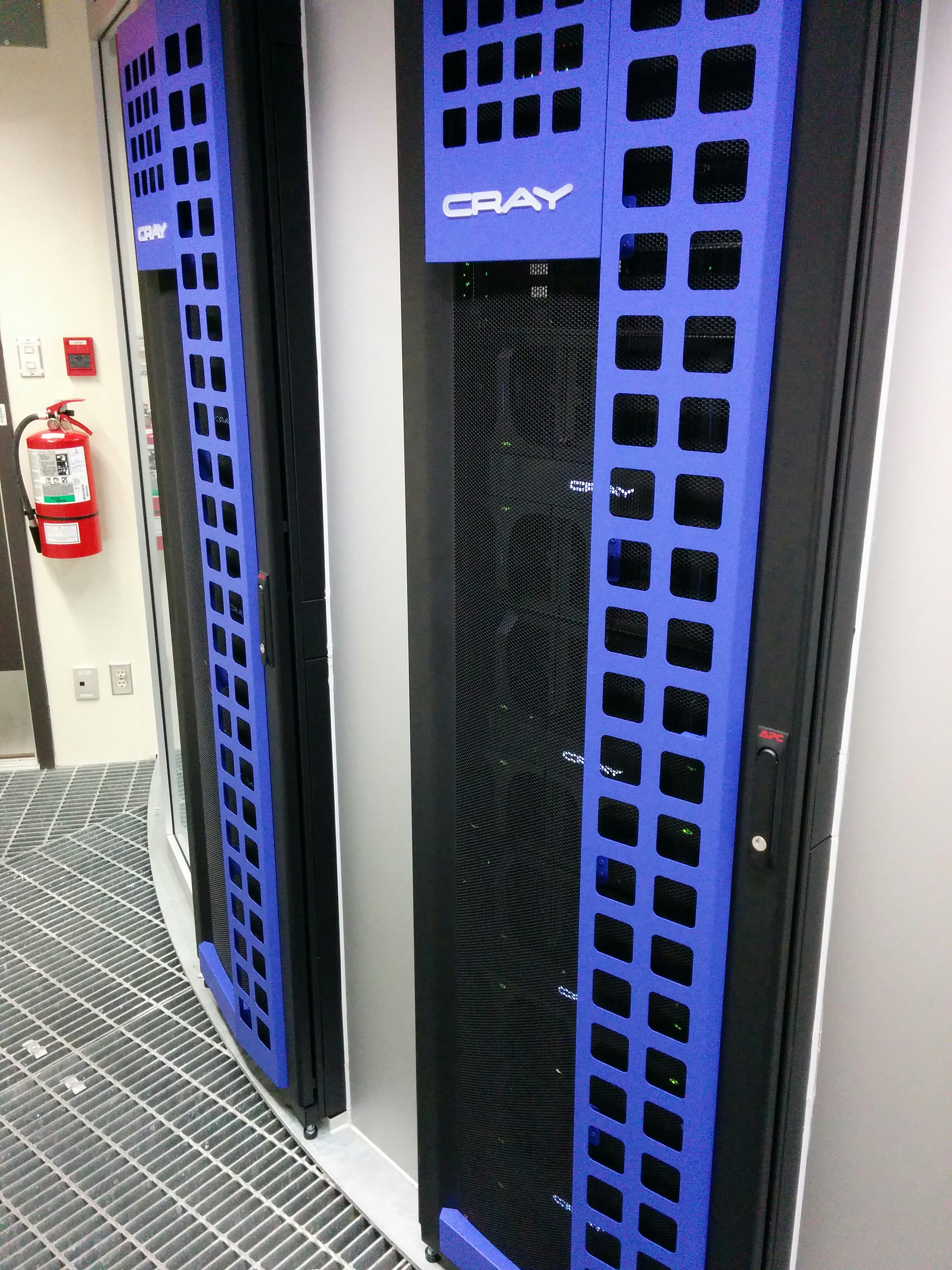
Quelques cabinets de serveurs vus du plénum annulaire
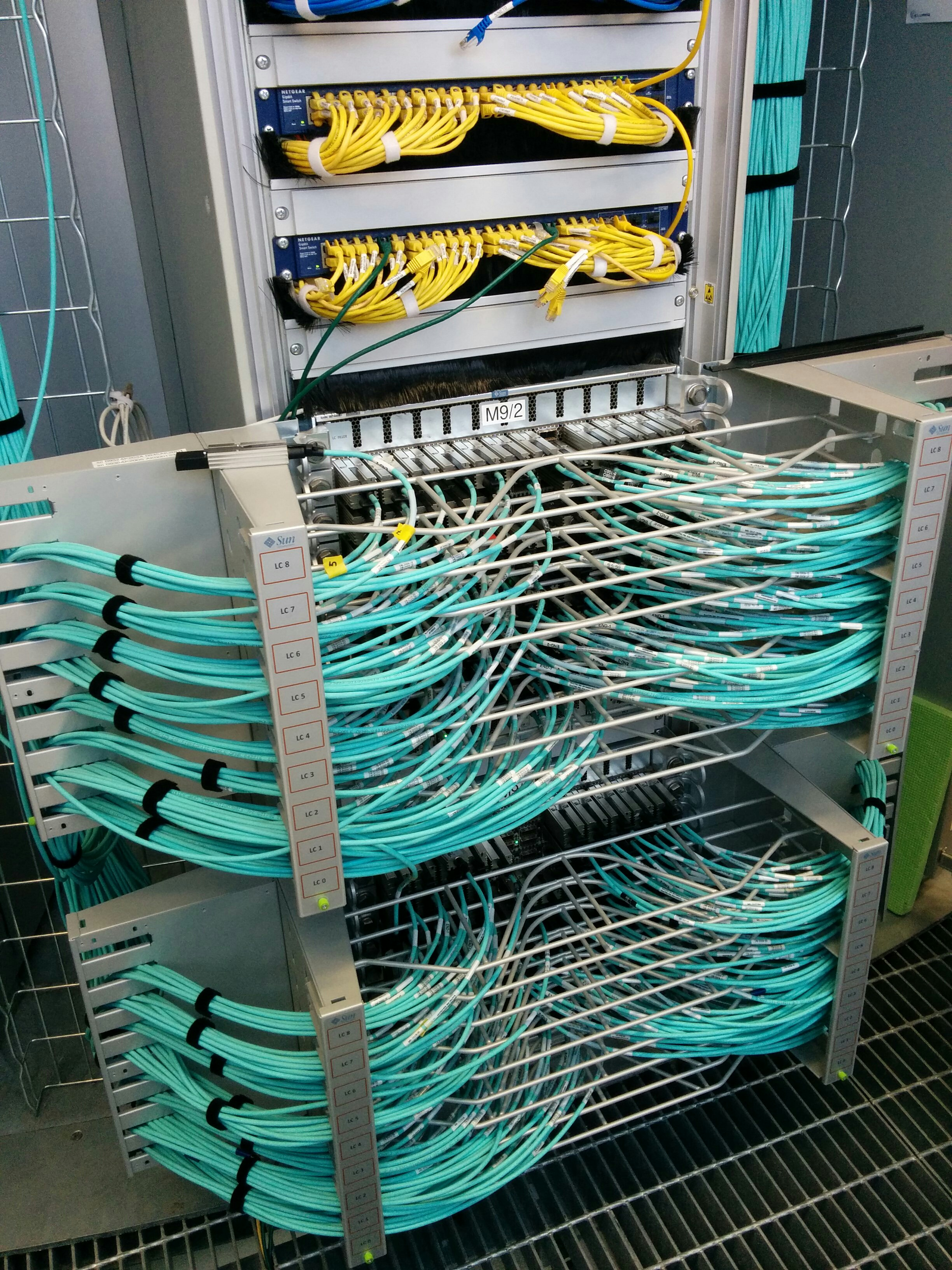
Câblage de fibre optique vu du plénum annulaire.

## Historique
Construit dans les années soixante, le générateur de Van de Graaff situé sur le campus de l’Université Laval était encore fonctionnel en 2006, mais il était totalement désuet pour la recherche. L'Université Laval voulait procéder au déclassement de cette installation nucléaire depuis plusieurs années et se demandait quoi faire avec son silo, qui se trouvait par ailleurs dans un piètre état.
En 2005, la Fondation canadienne pour l’Innovation (FCI) annonce son nouveau programme de plateforme nationale dont la première instanciation était pour le calcul scientifique de haute performance. Le projet du CLUMEQ à cette époque était d'aménager une salle de serveurs conventionnelle, avec plancher surélevé, dans la salle des cibles de l'accélérateur, une grande salle en sous-sol du silo, où les physiciens effectuaient leurs expériences.
C'est à la suite d'une visite du silo par Marc Parizeau et Nicolas Dubé en 2007 qu'une idée un peu saugrenue fit son apparition : installer le superordinateur à l'intérieur du silo au lieu de la salle des cibles, en agençant les cabinets de serveurs en cercle sur plusieurs niveaux. Ainsi, on obtiendrait une topologie cylindrique où le cœur du cylindre correspondrait à une allée chaude unique et la zone annulaire périphérique correspondrait à une allée froide également unique. La motivation derrière ce concept était multiple:
- éliminer les coins pour éviter les turbulences;
- réduire la vélocité de l'air en maximisant la surface libre de plancher;
- minimiser la longueur des câbles pour la réseautique.

Cette idée originale, jamais réalisée auparavant, comportait cependant de nombreux défis. Au total, une douzaine de concepts distincts furent étudiés durant une période d'environ un an avant de converger vers la solution finale.
Malgré tous les obstacles, l'équipe de conception convergea vers un concept final et la préparation des plans et devis put débuter en janvier 2008. Elle dura environ cinq mois et aboutit à la publication en juin suivant d'un appel d'offres public pour le choix de l'entrepreneur général (Construction Marc Drolet inc.). Celui-ci fut sélectionné en août 2008 et les travaux de construction débutèrent dès septembre 2008. Ils se terminèrent en mai 2009.

## Art public
Une décoration murale d'Étienne Cliquet — Allée froide — orne la paroi intérieure du colosse.

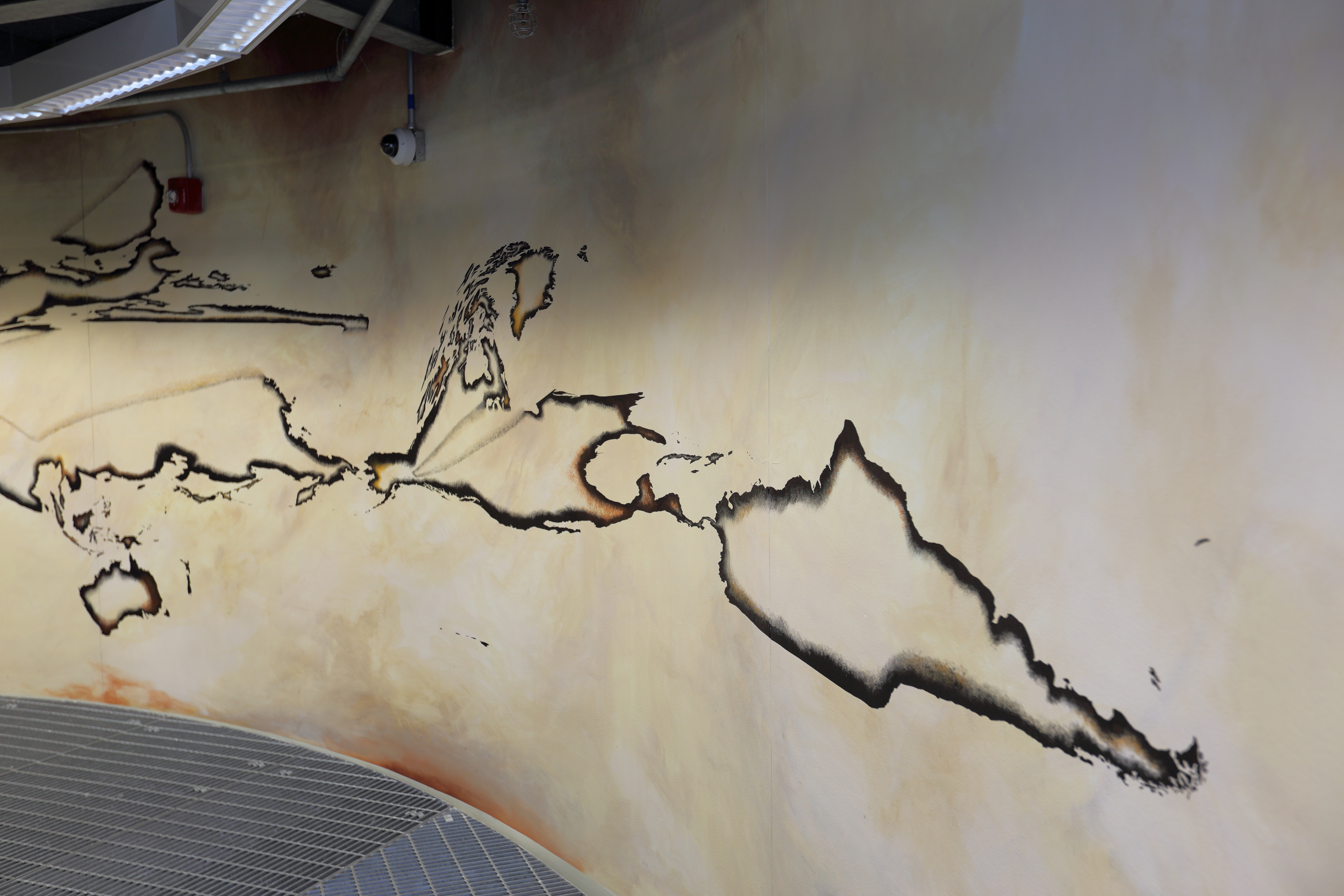
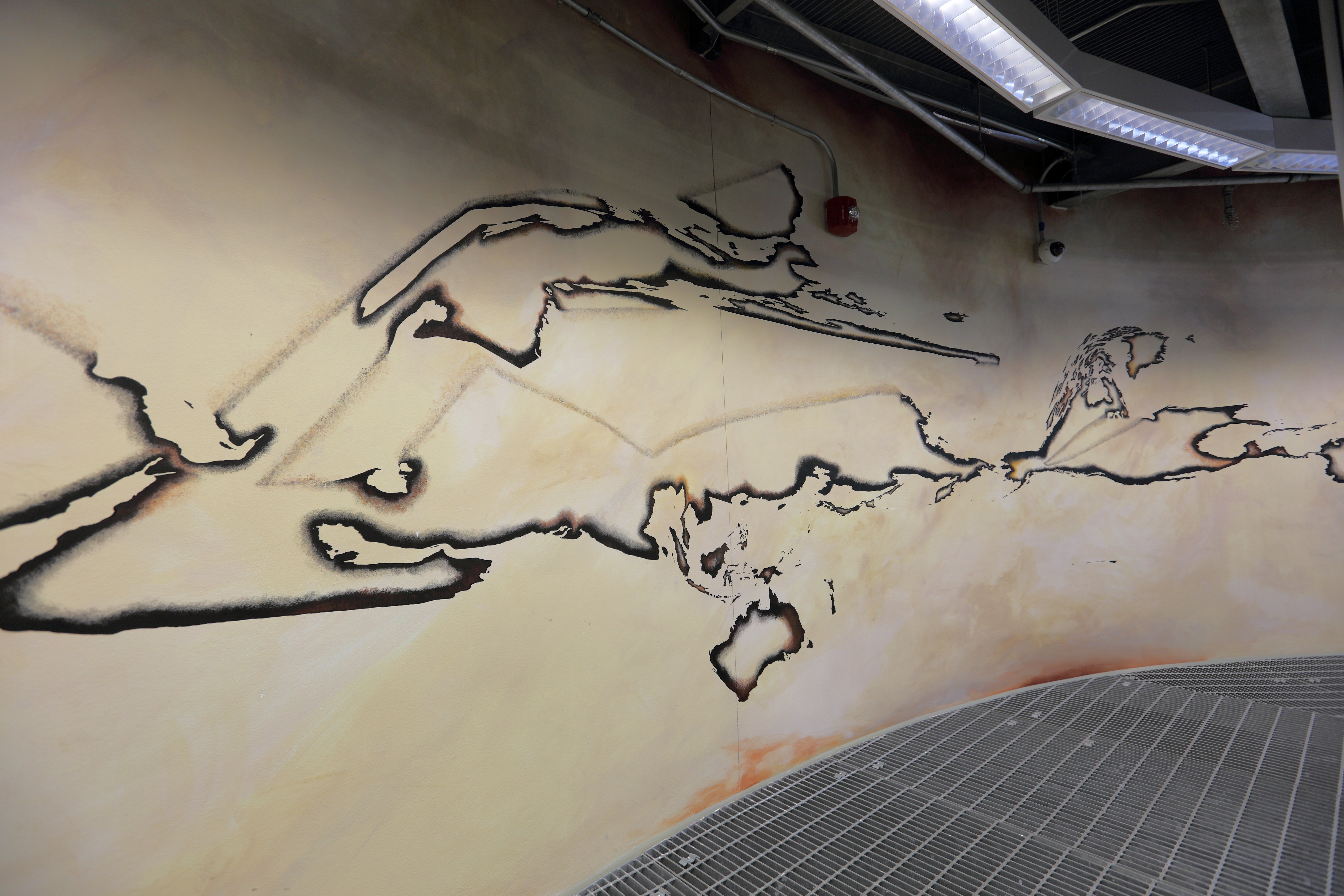
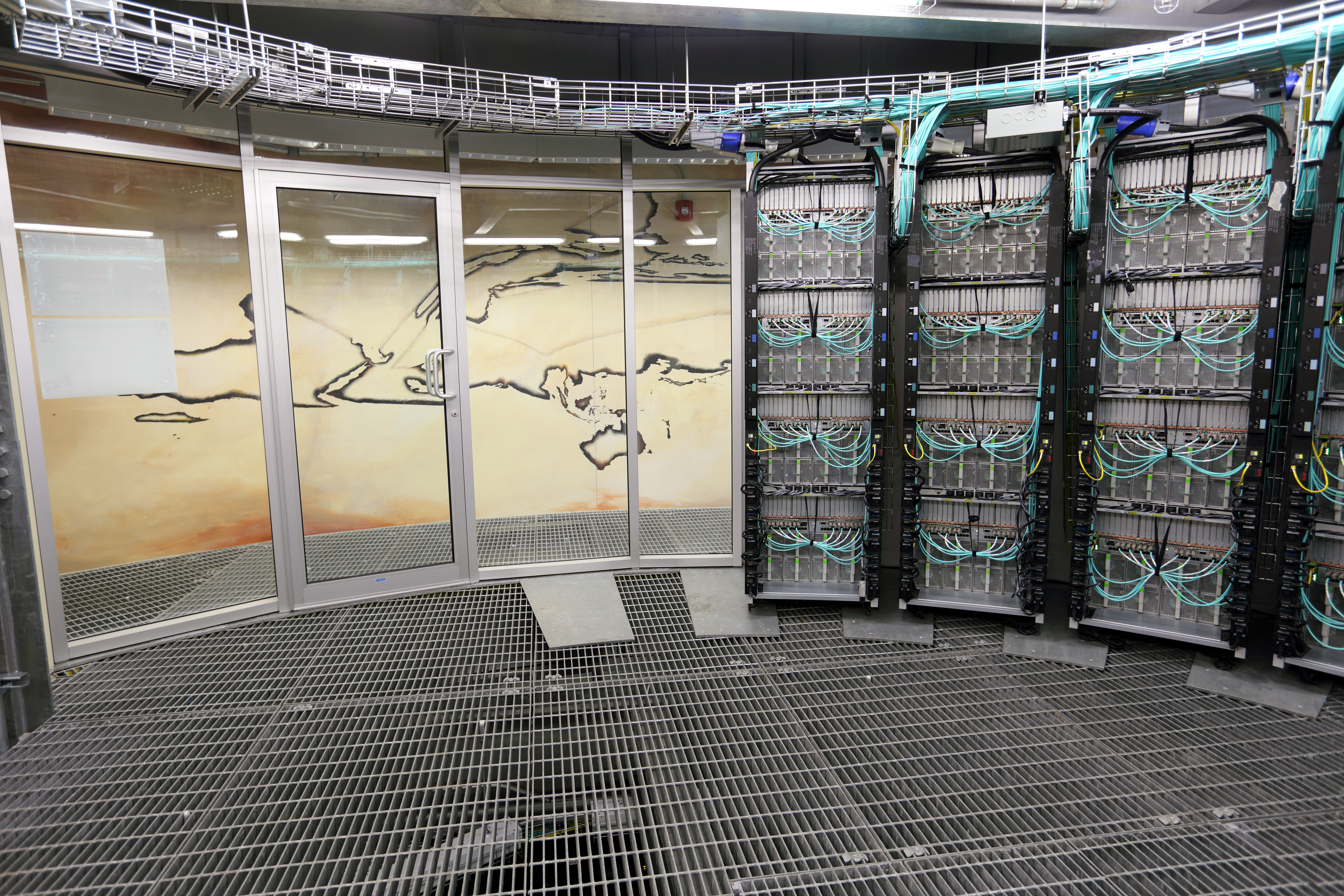

## Sources
- Site Internet du CLUMEQ qui présente le Colosse de Québec, le premier data center vertical
- Vidéo de présentation du supercalculateur le Colosse de Québec présenté par Sun Microsystems
- Prix InfoWorld Green 2010